# Nitrosomonadal
Els Nitrosomonadales són un petit ordre dins Proteobacteria. Com tots els proteobacteris són gram-negatius. Inclouen Nitrosomonas, Nitrosospira, Gallionella i Spirillum. L'espècie Spirillum minus causa la febre de la mossegada de la rata.